# Барон Ваеа
ʻАлипате Халакиланги Тауʻалупеоко Ваеа Тупоу (тонг. Alipate Halakilangi Tauʻalupeoko Vaea Tupou), известный также по учреждённому для него титулу как барон Ваеа; 15 мая 1921, дер. Хоума, Тонгатапу, протекторат Тонга — 7 июня 2009, дер. Хоума, Тонгатапу, Тонга) — тонганский государственный деятель, премьер-министр Королевства Тонга (1991—2000). Отец Нанасипауу Тукуахо нынешней королевы-консорт Тонги, жены короля Тупоу VI. 

## Биография
Ваеа — племянник королевы Салоте Тупоу III. Стал одним из первых представителей тонганской аристократии, получивших образование за пределами страны. В 1941 г. он окончил колледж Уэсли в Новой Зеландии.
- 1942—1945 гг. — служил пилотом военно-воздушных сил Новой Зеландии.
- 1945 г. начал работать в правительстве Тонги. В 1953—1958 гг. — адъютант королевы Салоте.
- 1960—1968 гг. — губернатор Хаапаи.
- 1969—1972 гг. — первый Верховный комиссар Тонги в Великобритании.
- 1972—1991 гг. — на различных министерских должностях: министр труда, министр промышленности и торговли, министр сельского и лесного хозяйства и ряда других.
- 1991—2000 гг. — премьер-министр Королевства Тонга и одновременно министр сельского и лесного хозяйства,
- 1998 г. — и. о. министра иностранных дел.

С 2000 г. в отставке.